# Мусин-Пушкин, Иван Алексеевич (1659)
Граф (с 1710) Иван Алексеевич Мусин-Пушкин (ок. 1660—1730) — петровский сподвижник, которому обязан своим возвышением род Мусиных-Пушкиных. Боярин (1698), сенатор (1711), действительный тайный советник (1718). В качестве начальника Монастырского приказа руководил делами Русской православной церкви, проводник петровского курса цезаропапизма.

## Биография
Сын Алексея Богдановича Мусина-Пушкина, комнатного стольника царя Алексея Михайловича. Существует не выдерживающая научной критики версия, что И. А. Мусин-Пушкин был внебрачным сыном царя Алексея Михайловича, основанная на том, что царь Пётр I часто называл И. А. Мусина-Пушкина «bruder» или «братец», но так Пётр обращался к таким же близким по духу людям, как А. Д. Меншиков. Отец, владевший селом Угодичи около Ростова, составил историческое сочинение — «Книгу о славяно-русском народе, о великих князьях русских и ростовских, отколе призыде корень их», так называемый, «Мусин-Пушкинский сборник», содержавший 120 текстов о князьях языческой Руси VIII—IX веков, в текстах которого чувствуется знание автором «Повести временных лет» и — желание, возвеличив Русь, углубить её историю во времена, о которых не осталось письменных источников. К примеру, в сказочной повести «Михей-Русин, ростовец» рассказывается про ростовского купца, встретившего во время своих странствий солунских братьев Кирилла и Мефодия и принявшего от них крещение в 860 году.
Иван Алексеевич был окольничим (с 1 сентября 1682 года), вторым судьёй Сибирского приказа (1684—1687), затем смоленским воеводой. Будучи воеводой в Астрахани (1693—1700), сумел добиться повышения государственных доходов путём упорядочения сборов.
В 1685 году по именному указу село Горетово на Москве-реке «вместе с селами Абрамово и Милятино было отдано из дворцовых в поместье окольничему Ивану Алексеевичу Мусину-Пушкину с прямым повелением построить деревянную церковь во имя Живоначальной Троицы». В 1703 году ему было пожаловано село Образцово, а ещё через семь лет — деревня Дергаево.
В 1701 году Пётр I восстановил Монастырский приказ и поручил патриаршие, архиерейские и монастырские дела И. А. Мусину-Пушкину; с 1702 года — руководитель Печатного двора. Согласно указу от 1 февраля 1704 года, был назначен ответственным за сбор «Сказок торговых людей Московского государства»
В 1707 году И. А. Мусин-Пушкин проводил реконструкцию оборонительных сооружений Москвы; в 1708—1710 годах руководил введением гражданского шрифта. В 1709 году, после Полтавской битвы (в которой погиб его сын Александр), получил чин тайного советника (геемрата). В Указе от 2 марта 1711 года в списке девятерых первых членов учреждённого Сената первым был Мусин-Пушкин.
С 1717 года был президентом Штатс-контор-коллегии. В числе других сенаторов подписал приговор царевичу Алексею (1718), М. П. Гагарину (1721) и В. И. Монсу (1724). Состоял в составе «Вышнего суда» по делу П. П. Шафирова и Г. Г. Скорнякова-Писарева.
В период: июль 1725 — февраль 1727 года, как первоприсутствующий московской конторы сената был градоначальником Москвы; в 1727 году заведовал Монетным двором. После смерти Екатерины I отошёл от дел.

## Семья
Жена: Мавра Тимофеевна Савёлова, племянница патриарха Московского Иоакима; её отец, Тимофей Петрович, был стольником, патриаршим боярином.
Дети:
Александр (1680—1709) — убит в Полтавской битве
Платон (1698—1745) — сенатор
Аполлос (1700—1716)
Эпафродит (?—16.10.1733), у него сын Аполлос
Клеопатра (?—1734) — замужем (с 1721) за князем Ю. Н. Репниным (1701—1744)
Елизавета — замужем за князем сенатором П. А. Голицыным.

## Комментарии
1. ↑  В разных источниках присутствуют годы рождения 1659, 1660 и 1661.
2. ↑  Соавтором этих рассказов предполагается его супруга, Ирина Алексеевна Мусина-Пушкина (см.[5], также в источнике сборник именуется «Книга о великих князьях русских, отколе произыде корень их») (Ирина Михайловна Еропкина[источник не указан 3014 дней]), что не подтверждается другими источниками[уточнить].
3. ↑  В 1689 году Мусин-Пушкин принимал в Смоленске де ла Невилля — см. [9].
4. ↑  24 мая 1687 года церковь была освящена — см. Из истории Троицкой церкви села Горетова.